# در جنگل سرسبز
در جنگل سرسبز (انگلیسی: Under the Greenwood Tree) رمانی از نویسندهٔ انگلیسی توماس هاردی است، که با نام مستعار منتشر شد. این کتاب، دومین رمان انتشار یافته هاردی بود، و اولین رمانی بودکه قرار بود به مجموعه رمان‌های وسکس تبدیل شود. نقد کننده‌ها، آن را به عنوان یک پیش مقدمه مهم برای آثار تراژدی بعدی او، می‌دانند، بستری را برای وسکس ایجاد می‌کند که نویسنده چند بار به آن بازمی‌گردد. شخص هاردی آن را به نام داستان ملستاک کوایر (Mellstock Quire) و نوازندگان گالری-غربی را «تصویری کاملاً واقعی، و یک منبع معتبر، از شخصیت‌ها، رفتارها و رسومی که در میان چنین ارکسترهایی در روستاهای [دهۀ ۱۸۵۰] رایج بود» نامید.

## انتشار
در جنگل سرسبز در روز ۱۵ ژوئن ۱۸۷۲، که نام نویسنده روی اولین نسخه وجود نداشت، توسط تینزلی منتشر شد. رمان در ماه ژوئن ۱۸۷۳، توسط هالت و ویلیامز در ایالات متحده منتشر شد، و به فاصلۀ کوتاهی در سال بعد چاپ مجدد شد.